# Amphiprion chrysogaster
Poisson-clown de Maurice
Espèce
Le Poisson-clown de Maurice (Amphiprion chrysogaster) est un poisson clown endémique de l'île Maurice.
Il est noir dessus et orange dessous avec 3 bandes blanches. On peut le distinguer du poisson clown à trois bandes (Amphiprion ocellaris) par le liseré blanc qui fait le tour de sa nageoire caudale.
On peut le trouver associé aux anémones:
- Heteractis aurora
- Heteractis magnifica
- Macrodactyla doreensis
- Stichodactyla haddoni
- Stichodactyla mertensii